# Obermauerbach
Obermauerbach ist ein Stadtteil von Aichach im Landkreis Aichach-Friedberg im Regierungsbezirk Schwaben in Bayern, zu dem das Pfarrdorf Obermauerbach und das Kirchdorf Untermauerbach gehören.

## Geographie
Obermauerbach liegt im Donau-Isar-Hügelland und damit im unterbayerischen Hügelland, das Teil des Alpenvorlandes ist, einer der naturräumlichen Haupteinheiten Deutschlands.
Obermauerbach liegt circa fünf Kilometer südöstlich der Altstadt von Aichach. Untermauerbach liegt circa eineinhalb Kilometer nördlich von Obermauerbach.
Ober- und Untermauerbach sind lediglich durch Ortsverbindungsstraßen untereinander und mit den Nachbarorten verbunden.

## Geschichte

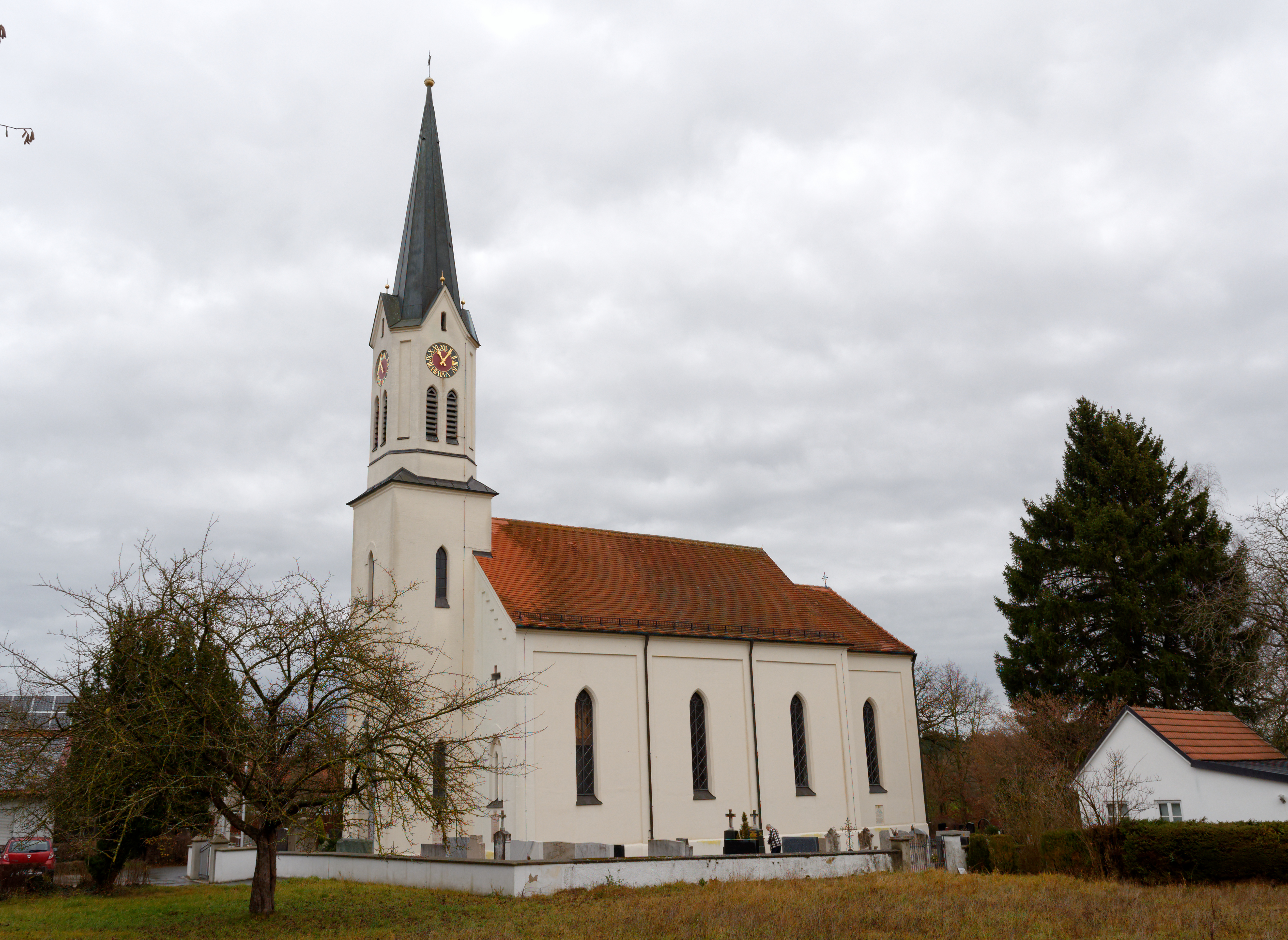
St. Maria Magdalena in Obermauerbach

Die katholische Pfarrei St. Maria Magdalena in Obermauerbach gehört zum Dekanat Aichach-Friedberg im Bistum Augsburg. Die Pfarrei wird von der Pfarrei im benachbarten Klingen mitbetreut.
Zur Pfarrei gehört außerdem die Ortschaft Untermauerbach.
Bis zum 1. Juli 1972 gehörte Obermauerbach mit seinem Ortsteil als selbstständige Gemeinde zum Landkreis Aichach und kam dann im Zuge der Gebietsreform in Bayern zum neu gegründeten Landkreis Aichach-Friedberg (bis zum 30. April 1973 mit der Bezeichnung Landkreis Augsburg-Ost). Am 1. Januar 1977 wurde Obermauerbach in die Stadt Aichach eingemeindet.

## Unternehmen
Weithin bekannt in der Gegend ist die kleine Privatbrauerei Canada Mauerbacher Bräustüberl.